# Eriophora collina
Eriophora collina là một loài nhện trong họ Araneidae.
Loài này thuộc chi Eriophora. Eriophora collina được Eugen von Keyserling miêu tả năm 1886.